# توماس و راه‌آهن جادویی
توماس و راه‌آهن جادویی (به انگلیسی: Thomas and the Magic Railroad) یا توماس و راه‌آهن اسرارآمیز فیلمی محصول سال ۲۰۰۰ و به کارگردانی بریت آلکرافت است. در این فیلم بازیگرانی همچون پیتر فوندا، مارا ویلسون، الک بالدوین، دیدی کان، راسل مینز، کودی مک‌ماینز و مایکل ای راجرز ایفای نقش کرده‌اند.